# Екатерина Кишчук
Екатерина Кишчук (на руски: Екатерина Кищук) е руска певица и модел, известна с участието си в женската поп-група Серебро.

## Биография

### Ранен живот
Екатерина Кишчук е родена в Тула на 13 декември 1993 г. От ранна възраст проявява интерес към танците, и се занимава с това като хоби през цялото си детство и юношески години. Тя участва в много танцувални конкурси, като два пъти печели в хип-хопа. Интересува се и от актьорството. Учи в театралния факултет на Московския университет на културата една година, преди да се премести във факултета по музика, където остава в продължение на две години.

### Модел
През 2011 г. Кишчук е забелязана от модна агенция, благодарение на нейните снимки в Instagram, като се превръща в успешен модел не само в Русия, но и в много части на Азия.
Прекарва 4 месеца в Банкок, Тайланд, където работи като модел за редица местни марки дрехи.

### Серебро
На 1 май 2016 г. Дария Шашина напуска група Серебро, поради сериозни здравословни проблеми. В същия ден, продуцента Максим Фадеев започва да търси нова солистка. Седмици по-късно е обявено, че Екатерина Кишчук заменя Шашина.
На 27 май 2016 г. Серебро издава третия си студиен албум „Сила трёх“. Албумът е със записан материал, в състав Олга Серябкина, Полина Фаворская и Дария Шашина. „Chocolate“ е единствената песен с участието на Екатерина Кишчук.

## Личен живот
След работата си в Банкок, Кишчук отива в Китай, където прекарва пет месеца, за да „разбере себе си“.
Понастоящем е студентка в поп-джаз департамента в Московския институт за съвременно изкуство.
Владее освен родния си руски, и английски език.

## Дискография

### Серебро

#### Студийни албуми
- „Сила трёх“ (2016)

### Сингли
- „Chocolate“ (2016)
- „Сломана“ (2016)
- „Сердце пацанки“ (2016)
- Проидет (2017)